# 基輔獨立報
《基輔獨立報》（英語：The Kyiv Independent）是烏克蘭一家英語媒體，由《基輔郵報》的前員工於2021年創立。
2021年，《基輔郵報》的工作人員與該報的新東家就編輯獨立性發生爭執，《基輔郵報》的所有者最終於2021年11月8日暫停了報紙的發行並解雇了新聞編輯部的所有工作人員。此後《基輔郵報》的前編輯團隊在歐洲民主基金會緊急撥款的幫助下於2021年11月11日成立了《基輔獨立報》。2021年11月26日，《基輔獨立報》發布了第一份時事通訊。
讀者捐款是《基輔獨立報》的資金來源，《基輔獨立報》承諾盈利歸其記者所有，並表示要“成為烏克蘭真實、獨立的聲音”，不會“為金主和寡頭服務”。截至2022年1月28日，基輔獨立報網站的首席運營官是 Oleksii Sorokin；截至2022年3月6日，歐爾哈·魯登科為總編輯，雅庫布·帕魯森斯基（Якуб Парусинський）為代理首席財務官。
《基輔獨立報》以其在2022年俄羅斯入侵烏克蘭期間的即時報導而聞名，在入侵之後他們在推特的追蹤人數迅速增加，從戰前的兩萬增加到3月2日的153.9萬人。截至2022年3月6日，《基輔獨立報》在眾籌平台GoFundMe上的籌款已達到近120萬英鎊。